# Новая жизнь (газета)
«Новая жизнь» — закрытая еженедельная газета, которая была основана в апреле 1918 года в Можайске. Выпуск прекращен в конце 2023 года.

## История
Газета «Новая жизнь» была основана в апреле 1918 года в Можайске под названием «Известия Можайского Совета крестьянских и рабочих депутатов». Её несколько раз переименовывали и она носила названия «Голос батрака», «Красная заря», «Заря», «Пахарь», «Новый пахарь», «За колхоз», «За большевистские колхозы», «По ленинскому пути», «Новая жизнь».

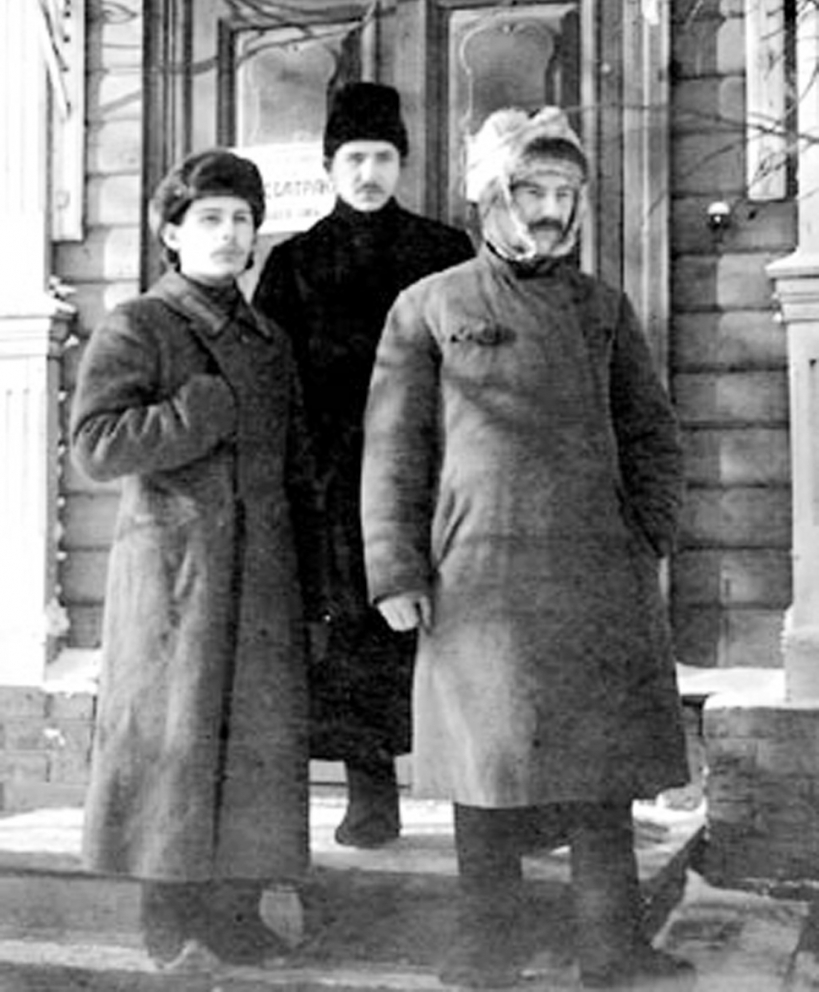
Редакционная коллегия газеты «Голос батрака» в 1919 году

Первым редактором газеты был Иван Яблоков, в 1919 году эту должность занимал Александр Андреевич Караваев.
В 1925 году редактором газеты был писатель и драматург Андрей Семёнов, в 1925—1926 годах — Н. Н. Кружков, в 1926—1927 годах — Михаил Поликарпов. Николай Семёнович Ильин работал редактором газеты свыше 25 лет.
С 1 марта 1963 года по январь 1971 года редактором газеты «Новая жизнь» был Евгений Петрович Баранов, в период с 1963 по 1972 год, заместителем редактора и редактором газеты работал Анатолий Фёдорович Сивцов.
Юрий Владимирович Липенский в ноябре 1963 года стал работать в редакции районной газеты «Новая жизнь», в 1972 году стал редактором и работал до февраля 1986 года, после него до лета 1999 года редактором был Глеб Николаевич Бурдин. В 1999 году редактором была назначена Надежда Борисовна Полева.
Газета публикует информацию о деятельности муниципальных органов власти, официальные документы, новости, относящиеся к политической и общественной жизни района. Главный редактор: Ирина Анатольевна Грядовская.
Газета «Новая жизнь» — обладатель диплома I степени по делам печати и информации в номинации «Человек-легенда», обладатель диплома 2 степени открытого конкурса Союза журналистов России, Союза журналистов Подмосковья и ОАО «Мосэнерго» в номинации «Лучшая серия печатных материалов».
Тираж еженедельной газеты — 8000 экземпляров.